# Вилькув (гмина, Опольский повет)
Вилькув (пол. Wilków) — сельская гмина (волость) в Польше, входит как административная единица в Опольский повет (Люблинское воеводство), Люблинское воеводство. Население — 4940 человек (на 2004 год).

## Соседние гмины
1. Гмина Хотча
2. Гмина Яновец
3. Гмина Карчмиска
4. Гмина Казимеж-Дольны
5. Гмина Лазиска
6. Гмина Пшиленк